# ياروفويي
ياروفويي (بالروسية: Яровое) هي إحدى مدن روسيا في الكيان الفدرالي الروسي ألطاي كراي.